# Aquarium municipal de Himeji
L'Aquarium municipal de Himeji (姫路市立水族館, Himeji shiritsu suizokukan) est un aquarium public de la préfecture de Hyōgo, au Japon, situé dans la ville de Himeji. Il comporte plusieurs zones représentant différents écosystèmes. Environ 15 000 animaux de plusieurs centaines d'espèces différentes sont observables. Il s'agit du premier aquarium au Japon à mettre en place un bassin tactile.

## Historique
L'aquarium municipal de Himeji ouvre ses portes au public en 1966. Parmi les premiers animaux exposés, on retrouve de nombreux reptiles, comme des tortues vertes. Le premier directeur et fondateur du musée, Itaru Uchida (d) (1932-), était un chercheur en biologie marine spécialisé dans les tortues marines. Il utilise le zoo pour continuer ses recherches sur ces animaux, et ses travaux sont conservés à l'aquarium.
L'aquarium de Himeji est affilié à l'Association Japonaise des Zoos et Aquariums (en).
L'aquarium effectue également plusieurs expositions temporaires thématiques,.

## Installations et missions
Parmi les différentes zones, représentant chacune différents écosystèmes, on retrouve notamment des bassins extérieurs, présentant différentes tortues de mer ou des manchots de Humboldt. Certains animaux montrés au public sont présents depuis l'ouverture de l'aquarium. L'aquarium est divisé en deux bâtiments, chacun présentant différents animaux ou expositions.

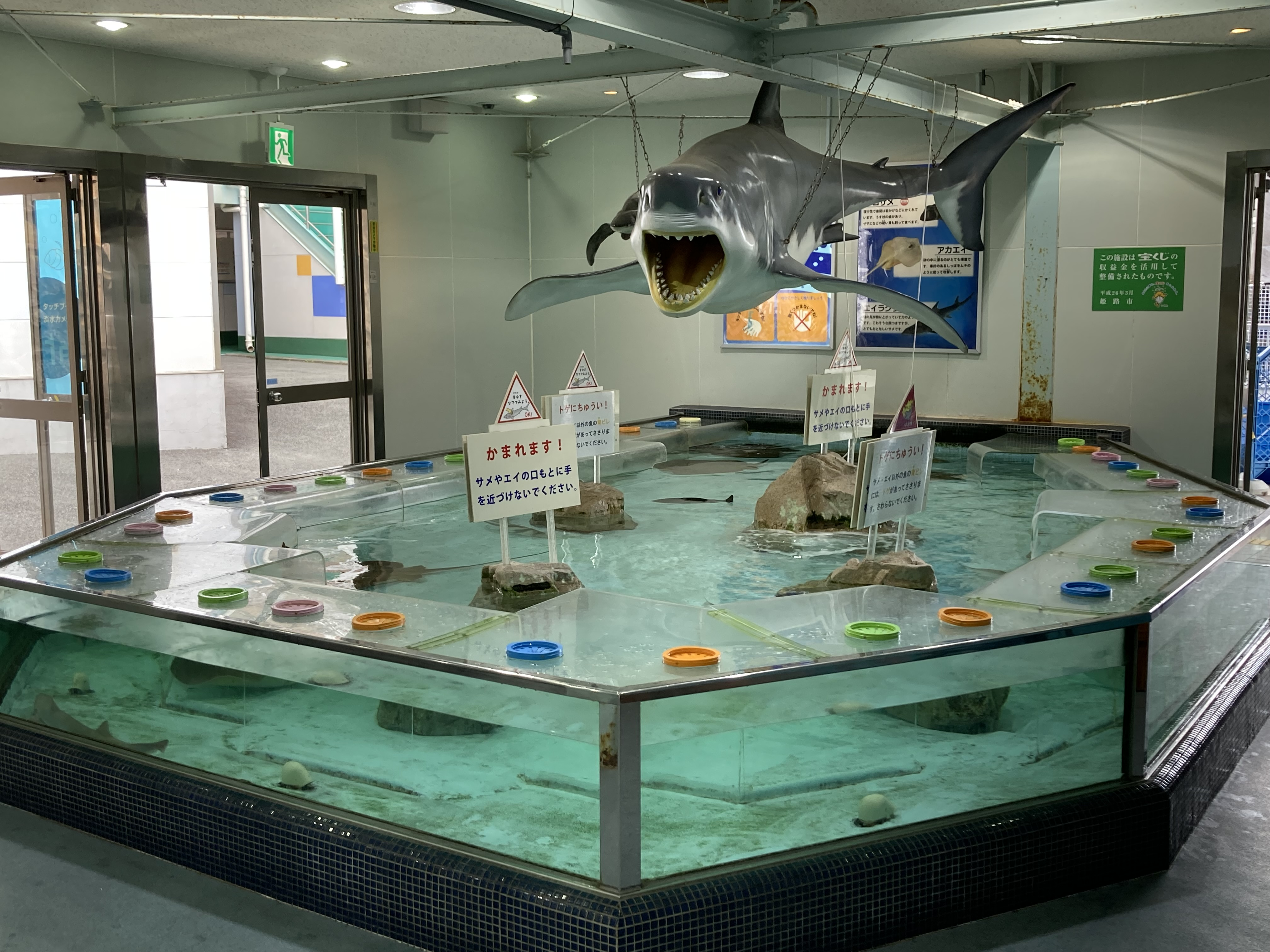
Le bassin tactile de l'aquarium.

L'aquarium fait également office de refuge pour certains animaux de la région, comme des pieuvres ou des concombres de mer,. Il effectue également plusieurs missions de conservation, notamment sur certaines populations d'amphibiens menacées de la région.
Pour sensibiliser aux problèmes environnementaux, une section du musée est dédiée aux déchets récupérés sur les plages de la préfecture de Hyōgo et de ses environs.